# Ghost (sång)
Ghost är en låt framförd av den tyska sångerskan Jamie-Lee Kriewitz. Den kommer vara Tysklands bidrag till Eurovision Song Contest 2016.

## Bakgrund
Låten är skriven av Thomas Burchia, Anna Leyne och Conrad Hensel. Den släpptes för digital nedladdning den 2 december 2015 som Kriewitz debutsingel. Samtidigt släpptes en officiell musikvideo till låten som i mars 2016 hade fler än tre miljoner visningar på Youtube.
Kriewitz framträdde med låten den 17 december 2015 i finalen av The Voice of Germany då hon vann talangtävlingens femte säsong med 38,29% av telefonrösterna. Singeln nådde elfte plats på den tyska singellistan och har även placerat sig på topplistorna i Schweiz och Österrike. Den 19 februari 2016 släpptes ett singelalbum som innehåller originallåten, en akustisk version och en remix.

## Eurovision
Den 25 februari 2016 deltog Kriewitz med låten i Unser Lied für Stockholm, Tysklands nationella uttagning till Eurovision Song Contest 2016 i Stockholm. En panel valde ut låten som ett av tio bidrag till uttagningen från de 150 låtar som mottagits av NDR. 100% telefonröstning användes i två omgångar för att utse låten till vinnare. I den första omgången fick låten 221 846 röster (28,78%), mot tvåans 124 825 röster (16,19%). De tre låtar med flest röster gick vidare till den avgörande omgången. Där fick låten 498 293 röster (44,5%), mot tvåans 380 293 röster (33,9%).
Vinsten innebär att Kriewitz kommer delta med låten i finalen i Globen den 14 maj 2016.

## Spårlista
- Digital nedladdning[5]

1. "Ghost" – 3:52
2. "Ghost" (Acoustic Version) – 3:40
3. "Ghost" (Elènne Remix) – 3:52

## Listplaceringar
| Lista (2016)                  | Topplacering |
| ----------------------------- | ------------ |
| Schweiz (Schweizer Hitparade) | 26           |
| Tyskland (Media Control)      | 11           |
| Österrike (Ö3 Austria Top 40) | 65           |
| Sverige (Sverigetopplistan)   | 110          |